# Convolvulus subauriculatus
Convolvulus subauriculatus är en vindeväxtart som först beskrevs av William John Burchell, och fick sitt nu gällande namn av Lindinger. Convolvulus subauriculatus ingår i släktet vindor, och familjen vindeväxter. Inga underarter finns listade i Catalogue of Life.